# Icky Thump
| Recensione                 | Giudizio |
| -------------------------- | -------- |
| AllMusic                   |          |
| The A.V. Club              | A−       |
| Entertainment Weekly       | A        |
| The Guardian               | [ 3 ]    |
| MSN Music (Consumer Guide) | A−       |
| NME                        | 9/10     |
| Pitchfork                  | 8.0/10   |
| Rolling Stone              | [ 7 ]    |
| Spin                       | [ 8 ]    |
| Uncut                      | [ 9 ]    |

Icky Thump è il sesto ed ultimo album in studio del gruppo rock statunitense dei The White Stripes. Ha venduto oltre 725 000 copie negli Stati Uniti d'America.

## Descrizione
Dopo Get Behind Me Satan, Icky Thump segnò un ritorno alle sonorità punk, garage rock e blues per le quali la band era conosciuta. In aggiunta, l'album introduce elementi di musica folk scozzese, avant-garde, tromba e cornamusa alla formula, reintroducendo contemporaneamente caratteristiche più vecchie come la prima registrazione in studio della prima canzone dei White Stripes, Little Cream Soda.
Icky Thump fu registrato e mixato interamente in analogico presso il Blackbird Studio di Joe Chiccarelli a Nashville. Secondo quanto detto da Chiccarelli in un'intervista concessa a HitQuarters, la band aveva già registrato circa metà dell'album in formato demo, mentre il resto fu completato in studio. L'album venne registrato in circa tre settimane, il più lungo lasso di tempo rispetto a qualsiasi altro disco precedente dei White Stripes. La registrazione differiva dagli album precedenti in quanto White aveva il lusso di registrare su analogico a 16 piste piuttosto che con il suo solito 8 piste. Inoltre, Chiccarelli disse: «Abbiamo passato un po' più di tempo del solito a sperimentare e provare cose diverse su quell'album, sia che si trattasse di modi diversi di registrare la batteria o la voce, o arrangiamenti diversi, o incidere insieme». Il trombettista Regulo Aldama, che appare in Conquest, fu scoperto per caso da Jack White in un ristorante messicano locale.
I White Stripes annunciarono il completamento di Icky Thump il 28 febbraio 2007. Il titolo del disco deriva dall'espressione colloquiale "ecky thump" usata soprattutto nel Lancashire in risposta ad una sorpresa, resa celebre da una puntata della sitcom degli anni settanta The Goodies. Nel programma Later with Jools Holland (trasmesso il 1º giugno 2007) Jack attribuì il curioso titolo del disco all'abitudine di utilizzare tale espressione da parte della moglie Karen Elson, originaria di Oldham, Lancashire. Egli aggiunse che l'errore di ortografia deliberato serviva a rendere più facile l'identificazione per il pubblico americano (Ecky è descritto come l'equivalente dello slang americano heck, un eufemismo per hell ("inferno"), secondo il Dictionary of Historical Slang di Partridge del 1972).
Jack White disse che il disco avrebbe ricordato ai fan l'omonimo album di debutto della band, suggerendo un suono garage rock minimale. Una dichiarazione sul sito internet ufficiale della band (falsamente attribuita a "Kitayna Ireyna Tatanya Kerenska Alisof" del Moscow Bugle, un riferimento scherzoso al film Batman del 1966) afferma ironicamente che:
Il 30 maggio 2007, la stazione radiofonica di Chicago Q101 mandò in onda l'intero album senza l'autorizzazione della band. Jack White chiamò la stazione radio e protestò in diretta.
I costumi decorati con perline da Pearly Kings and Queens, indossati in copertina dai due membri della band, sono un abito tradizionale cockney, in qualche modo opposto al dialetto settentrionale del titolo.
Jack White disse alla rivista Blender nel luglio 2007 che Icky Thump "tratta del sentirsi positivi riguardo all'essere vivi, fare respiri profondi ed essere semplicemente felici."

## Tracce
1. Icky Thump – 4:14
2. You Don't Know What Love Is (You Just Do as You're Told) – 3:54
3. 300 M.P.H. Torrential Outpour Blues – 5:28
4. Conquest (Corky Robbins) – 2:48
5. Bone Broke – 3:14
6. Prickly Thorn, but Sweetly Worn – 3:05
7. St. Andrew (This Battle Is in the Air) – 1:49
8. Little Cream Soda – 3:45
9. Rag and Bone – 3:48
10. I'm Slowly Turning into You – 4:34
11. A Martyr for My Love for You – 4:19
12. Catch Hell Blues – 4:18
13. Effect and Cause – 3:00

## Formazione
The White Stripes
- Jack White – voce, chitarra, mandolino, tastiere, sintetizzatore
- Meg White – batteria, percussioni, cori, voce solista in St. Andrew

Musicisti aggiuntivi
- Regulo Aldama – tromba in Conquest
- Jim Drury – cornamusa in Prickly Thorn, but Sweetly Worn e St. Andrew